# Rhododendron longiflorum
Rhododendron longiflorum är en ljungväxtart som beskrevs av John Lindley. Rhododendron longiflorum ingår i släktet rododendron, och familjen ljungväxter.

## Underarter
Arten delas in i följande underarter:
- R. l. bancanum
- R. l. longipetalum
- R. l. subcordatum